# Ceratophygadeuon substriatus
Ceratophygadeuon substriatus là một loài tò vò trong họ Ichneumonidae.